# Parabasis (geslacht)
Parabasis is een geslacht van vlinders van de familie tandvlinders (Notodontidae).

## Soorten
- P. felixi Joicey & Talbot, 1915
- P. pratti Bethune-Baker, 1904